# Life-Modell
Der Lebensvollzug und alle seine mit ihm verknüpften Faktoren sind die Inhalte des Life-Modells. 1980 von Carel B. Germain und Alex Gitterman in den USA entwickelt, umschreibt es die Einbettung und Entwicklung des sozialen Individuums in seine natürliche, ökonomische, soziale und kulturelle Umwelt.
Anders als beispielsweise die Systemtheorie, die das Individuum mit seiner sozialen, kulturellen, ökonomischen und natürlichen Umwelt als Gesamtheit betrachtet und der Kybernetik, die einzelne Aspekte aus dieser Theorie als Anlass zu Forschungszwecken nimmt und auch anders als die Theorie von Urie Bronfenbrenner, die das Individuum als Teil seiner einzelnen individuellen Systeme sieht, ist das Life-Modell dafür zuständig das Individuum eingebunden in die Gesellschaft als Gesamtheit über seine gesamte Lebensspanne hinweg zu betrachten und verschiedene Faktoren zu bewerten, die mit dem Lebensvollzug des Einzelnen und der Gesellschaft in Zusammenhang stehen. Somit ist das Life-Modell als Metatheorie zu betrachten, die sich mit dem Leben des Einzelnen in Bezug auf die Gesellschaft und der Gesellschaft in Bezug auf den Einzelnen definiert. Sie stellt das Makrosystem der Theorien dar. 

## Ökologisches Denken
Die Theorie des Life Modell umfasst ein ökologisches Denken. Hierbei geht man davon aus, dass Mensch und Umwelt sich gegenseitig beeinflussen und verändern. Dieser reziproke Vorgang wird von Germain & Gitterman Transaktion genannt.
Anders bei einem linearen Denken das nicht von einer gegenseitigen Beeinflussung ausgeht. Z. B.: Wenn eine Person das Grundwasser ihrer Umgebung verseucht, so kann sie trotzdem weiterhin dieses Wasser genießen. Da einfache lineare Erklärungsmodelle komplexe Phänomene wie Mensch und Umwelt nicht befriedigend erklären können, ist das ökologische Denken hierbei anschaulicher. Als Umwelt verstehen Germain / Gitterman die Kultur, Gesellschaft, Familie, Nachbarschaft, Gruppen, Organisationen, Wohnort etc.

## Begriffliche Trennung

### Transaktion
Diese Transaktionen können sich für das Individuum anpassungsförderlich oder anpassungsfeindlich auswirken, sind jedoch abhängig von den Persönlichkeitsmerkmalen und den Merkmalen der Umwelt, in der sich das Individuum aufhält. Gitterman spricht hier von einem Wechselwirkungsvorgang. 
Hier wäre ein Vergleich zum Begriff der Persona in der Psychologie möglich, da jede Umgebungsveränderung auch eine Veränderung der Person an sich, nach sich zieht. Auf das Modell von Bronfenbrenner übertragen, bedeutet dies, dass jedes System bestimmte Eigenschaften einer Person fordert, während andere Eigenschaften in diesen Systemen nicht benötigt und daher nicht gefördert werden.

### Nische
Wird die Anpassung an eine bestimmte Umgebung gefördert, so kommt es zur Bildung einer Nische. Das Individuum bekommt einen Platz in der Gesellschaft zugewiesen, das sogenannte Handlungsfeld, bzw. Habitat. Auch das Habitat kann guten als auch schlechten Einfluss auf den Einzelnen ausüben, der sich wiederum auf die Person-Umwelt-Beziehung auswirkt, allgemein wird hier von einer guten oder schlechten Nische gesprochen.

### Stress
Jeder Mensch bildet bis zu einem gewissen Mass in seiner Kindheit persönliche Stärken und Schwächen aus. Lebt er in einer für ihn anpassungsfördernden Umwelt, in der er seine Stärken ausleben kann, so kommt es zu der Übereinstimmung mit Person und Umwelt. Lebt er in einer anpassungsfeindlichen Umwelt, so kommt es zu einem Missverhältnis zwischen beidem, was letztlich zu Stress führt.

### Lebens-Stress
Die Person-Umwelt-Beziehung ist letztendlich ausschlaggebend für die Bewältigung des Lebens des Einzelnen. Es wird in diesem Zusammenhang von Lebens-Stress gesprochen. Er unterscheidet zwei Arten von Stress, den positiven und den negativen Lebens-Stress.
Der positive Lebens-Stress wird als der Antriebsfaktor für die Gesellschaft und den Einzelnen bezeichnet. Er ist die Libido im freudschen Sinne, die die Gesellschaft ankurbelt und am Wachsen hält, während der negative Lebens-Stress eher zum Zusammenbruch, zum Zerfall der Gesellschaft führt, er ist der Gegenspieler, der Destrudo der Gesellschaft.

### Stressbewältigung
Um diese beiden Formen des Stresses in ein Gleichgewicht zu bringen, setzt der Mensch Bewältigungsstrategien ein, das so genannte Coping als Form der Stressbewältigung. Der Mensch setzt zwei verschiedene Arten des Copings ein: 
Beim problemorientierten Coping (problem-focused coping) versucht er, die Situation, in der er sich befindet, zu verändern, während er beim emotionsorientierten Coping (emotional-focused coping) versucht, sich selbst und seine Emotionen zu verändern. Verläuft die Stressbewältigung für das Individuum erfolgreich, so sprechen Gittermann & Germain von positivem Lebensstress bzw. emotionsorientiertem Coping, da die Stressbewältigung beim Einzelnen über das emotionale Ausleben bewältigt werden kann. Bei der negativen Stressbewältigung spricht man vom situationsorientierten Coping, da der Stress zwar in einer für das Individuum zu bewältigenden Form vorliegt, es jedoch (noch) nicht über die nötigen Funktionen verfügt, den Stress abzubauen.
Hier muss wiederum auf das Umfeld des Individuums verwiesen werden, welches den anpassungsfördernden oder den anpassungsfeindlichen Aspekt verdeutlicht.